# Three Cool Cats
Three Cool Cats è un brano del duo musicale Leiber-Stoller, pubblicato dai The Coasters come lato B di un 45 giri (a-side: Charlie Brown) nel 1958.

## Covers

### I Beatles
I Beatles inserivano il pezzo nelle loro scalette dei concerti dei primi anni sessanta, ed incisero una versione durante la loro audizione, fallita, per la Decca Records del 1º gennaio 1962. Nella stessa occasione, i Fab Four incisero altre due canzoni dei Coasters: Searchin' ed il loro arrangiamento di Bésame mucho. George Harrison era il vocalist principale, accompagnato dai cori scherzosi di Paul e John. Durante le Get Back sessions, la band registrò nuovamente, ed a più riprese, Three Cool Cats il 29 gennaio 1969, quando vennero suonati numerosi brani rock and roll. Questa seconda versione è più lenta rispetto a quella dei Decca Tapes. Il pezzo, nella versione dell'audizione, è stato incluso sull'Anthology 1 del 1995.

#### Formazione
- George Harrison: voce, chitarra solista
- John Lennon: cori, chitarra ritmica
- Paul McCartney: cori, basso elettrico
- Pete Best: batteria[1]

### Altre versioni
- Ry Cooder - 2005
- Cliff Richard con Marty Wilde & Dickie Pride - 11 gennaio 2010[2]